# Bitterbach
Der Bitterbach ist ein zusammen mit seinem Hauptstrang-Oberlauf Teufelsgraben 7 km langer Bach auf dem Stadtgebiet von Lauf an der Pegnitz im Landkreis Nürnberger Land im nördlichen Bayern, der zwischen Lauf und seinem Dorf Wetzendorf von rechts und Norden in die untere Pegnitz mündet.

## Geographie

### Verlauf
Der Namenslauf des Bitterbach beginnt zwischen den Laufer Ortsteilen Vogelhof und Rudolfshof am Zusammenfluss des etwas kürzeren, aber einzugsgebietsreicheren linken Teufelsgrabens und des rechten Ochsenpriels. Nach anderer Auffassung heißt auch der dort als Teil des linken Oberlaufs aufgefassten Teufelsgraben-Abschnitts ab dem Zufluss des ersten größeren Zuflusses Schwarzwinkelgraben bei Veldershof schon Bitterbach.

#### Oberläufe

##### Teufelsgraben
Der Teufelsgraben entsteht in dem kleinen Talwaldriegel, den die Kreisstraße LAU 16 von Neunhof nach Simonshofen südöstlich des Binsenbergs (410 m ü. NHN) durchquert, auf etwa 369 m ü. NHN. Der Teufelsgraben fließt anfangs südlich in seiner Talmulde, der bald von rechts aus Richtung Neunhof eine weitere Waldtalmulde zuläuft, über welche die von dort kommende Staatsstraße 2240 ins Tal absteigt, die fast bis zuletzt dem Bachlauf meist rechtsseits folgt. Ab dort zieht der Bach fast südöstlich. Kurz vor Veldershof beginnt die offene Talflur, in der er baumgaleriebegleitet zwischen einigen Weihern den alten Ortskern an seinem Nordostrand passiert, um dann vom Wasser des Schwarzwinkelgrabens gestärkt zu werden, der die Höfe des inzwischen kleineren Siedlungsteils mit deutlicher Lücke von einer neueren Siedlung um den Kornblumenweg trennt und ebenfalls dem Talwald im Nordosten zuläuft.
Danach münden am Rand des Spitalwaldes, den der Teufelsgraben durchzieht, von der anderen Seite die zwei kürzeren Zuflüsse Wasiggraben und Igelsbach, die am Abhang des linken Hügelrückens zwischen Simonshofen und Kuhnhof entstehen. Anschließend in der Flur um den Seiboldshof fließt der Bach wiederum zwischen Bäumen südlich bis zu einem linken Zufluss am Nordrand von Vogelhof, der im Hangwald dicht an Kuhnhof seinen Lauf beginnt. In zahlreichen Mäandern zieht der Bach nun in einem breiteren Baumgürtel zwischen den Siedlungsteilen von Vogelhof auf beiden Seiten hindurch und weiter bis kurz vor Rudolfshof, wo er sich mit dem von rechts kommenden Ochsenpriel vereint. Spätestens ab dort wird der Bach Bitterbach genannt.

##### Ochsenpriel
Der Ochsenpriel ist nur der Unterlauf eines Bachsystems, dessen längster Quellstrang beim Weiler Hub östlich des Ochsenkopfs (440 m ü. NHN) in einer Waldmulde beginnt und Nüschwiesengraben heißt. Dieser fließt bald südwärts durch Wald und am Waldrand, speist dabei ein paar Weiher und zieht an dem kleinen Dorf Nuschelberg vorbei, das links über dem hier schon weit eingetieften Tal liegt. Dann fließt er südöstlich durch eine weite Talwiese östlich von Günthersbühl. Ab dort verläuft die Kreisstraße LAU 14 von Günthersbühl zur Staatsstraße im Teufelsgraben- und Bitterbachtal rechts von ihm und vereint sich im wieder einsetzenden Wald mit dem rechten Steinberggraben, der aus dem östlichen Günthersbühler Forst kommt. Ab diesem Zusammenfluss auf 341 m ü. NHN heißt der Bach Ochsenpriel und verläuft nun ostsüdöstlich. Er nimmt den am Rand des Günthersbühler Forsts fließenden, längeren Grenzgraben ebenfalls von rechts nur wenig nördlich von Rudolfshof auf und fließt nach Unterqueren der St 2240 mit dem Teufelsgraben zusammen.

#### Weiterer Verlauf
Der – nach der hier wiedergegebenen Auffassung über die Abschnittsnamen – auf 331 m ü. NHN zwischen Vogelhof und Rudolfshof und gegenüber einem kleinen Trinkwasserschutzgebiet westlich der Kunigundensiedlung entstandene Bitterbach fließt etwa in südsüdöstlicher Richtung und passiert gleich ein Wasserwerk im Mündungswinkel eines kleinen linken Zulaufs. Von dort an bis zur Mündung hat er immer nahe Fühlung zu Siedlungsgebieten der Stadt Lauf, er zieht zunächst weiterhin in kleinen Mäandern durch einen engen Talwaldstreifen. Am unteren Ende des überwiegend rechts liegenden Kotzenhof steht auch links am Lauf eine Häuserzeile in der Straße Am Bitterbach. Dann wechselt die Staatsstraße am Zulauf des kleinen Waldbachs entlang dem Philosophenweg auf seine linke Seite und von rechts mündet der Brunnwieselgraben zu, der vor allem über seinen einzugsgebietsreicheren Zulauf Kreuzgraben große Teile des Rückersdorfer Forsts entwässert.
Dort weitet sich der Bach auf den nächsten über 300 Metern zu einem ca. 1,5 ha großen See auf mit bis zu 50 Metern Breite, an den rechts das Gelände des Laufer Freibades grenzt. Nach einem kurzen Verlauf durch den Wald nach dem unteren Ende des Sees unterquert der Bitterbach an der Schützenstraße die Trasse der Bahnstrecke Nürnberg–Schwandorf und läuft dann südwestlich durch Betriebsgelände neben der Nürnberger Straße. Nach Unterqueren von deren Auffahrt auf die B 14 mündet der Bitterbach auf etwa 314 m ü. NHN von rechts an der Stadtgrenze zu Rückersdorf in die untere Pegnitz.
Der Bitterbach ist ab der Quelle des Teufelsgrabens 6,9 km, ab dessen Zusammenfluss mit dem Ochsenpriel zum Namenslauf nur 3,2 km lang. Das mittlere Sohlgefälle liegt damit bei etwa 8 ‰, für den Namenslauf allein bei etwas über 5 ‰.

### Einzugsgebiet
Der Bitterbach hat ein Einzugsgebiet von 18,7 km² Größe. Es erstreckt sich vom Binsenberg (410 m ü. NHN) oberhalb des Teufelsgrabenursprungs nordöstlich von Neuhof fast 6,5 km weit südsüdöstlich bis zur Mündung. Quer dazu ist es an der weitesten Stelle zwischen Kuhnhof und dem Hinteren Steinberg (405 m ü. NHN) fast 4,5 km breit. Der höchste Punkt liegt an der Nordwestspitze bei Hub auf dem Gipfel des Ochsenkopfes (440 m ü. NHN) etwas westlich über der Quelle des rechten Nebenlaufstrangs Nüschwiesengraben–Ochsenpriel.
Dort liegt an der nordwestlichen Wasserscheide außerhalb das Einzugsgebiet des Eckenbachs, der zur in Erlangen in die Regnitz mündenden Schwabach verläuft, direkt anschließend im Osten das des (Herpersdorfer) Mühlbachs, der die Schwabach etwas flussaufwärts erreicht. An der linken Wasserscheide des Bitterbachs entwässern die jenseitigen Bäche um Simonshofen im Nordosten zunächst zum Röttenbach, an der längeren Einzugsgrenze im Osten dann zum nahen und parallelen Massenbach, der wie auch schon der Röttenbach noch oberhalb des Bitterbachs in die Pegnitz mündet. Seine rechte Wasserscheide von der Mündung an teilt zunächst den Rückersdorfer Forst, jenseits entwässert im Südwesten der Hirschbrunnengraben zur abwärtigen Pegnitz, anschließend an der restlichen westlichen Grenze vom Steinberg im Günthersbühler Forst an bis zurück zum Ochsenkopf an der Nordwestecke leitet auf der Gegenseite die Simmelberger Gründlach über die Gründlach das Wasser zur Regnitz ab.
Das Einzugsgebiet ist überwiegend bewaldet und rechts des Hauptstranges durch die bedeutenderen Zuflüsse von dieser Seite merklich weiter. Außer dem insgesamt kleineren Teil in den gemeindefreien Gebieten des Günthersbühler und des Rückersdorfer Forstes, die in wenig Abstand von rechts des Namenslaufes bis an die westliche Wasserscheide reichen, liegt das Einzugsgebiet sonst ganz im Stadtgebiet von Lauf an der Pegnitz.

### Zuflüsse und Seen
Liste der Zuflüsse und  Seen von der Quelle zur Mündung. Mit Gewässerlänge, Seefläche, Einzugsgebiet und Höhe. Andere Quellen für die Angaben sind vermerkt.
Ursprung des Bitterbachs auf etwa 331 m ü. NHN am Zusammenfluss von Teufelsgraben und Ochsenpriel zwischen den Dörfern Vogelhof und Rudolfshof von Lauf an der Pegnitz am Flurrand wenig östlich der St 2240. (⊙)
- Teufelsgraben, linker Hauptstrang-Oberlauf, ca. 3,7 km und ca. 12,8 km². Entsteht auf etwa 369 m ü. NHN etwas südlich der Waldtrasse der LAU 16 Simonshofen–Neunhof.
  - Schwarzwinkelgraben, von rechts und Nordwesten auf etwa 345 m ü. NHN beim Weiler Veldershof, ca. 1,7 km und ca. 1,8 km². Entsteht auf etwa 368 m ü. NHN zwischen Neunhof und Veldershof im Schwarzen Winkel.
  - Wasiggraben, von links und Nordosten auf etwa 344 m ü. NHN östlich von Veldershof am Rande des Waldes Spitalwasen, ca. 0,7 km und ca. 0,4 km². Entsteht auf etwa 362 m ü. NHN am Hang südlich-unterhalb von Simonshofen.
  - Igelgraben, von links und Nordosten auf etwa 341 m ü. NHN nordöstlich des Seiboldshofes am Waldrand, ca. 0,9 km und ca. 0,5 km². Entsteht auf etwa 372 m ü. NHN zwischen Simonshofen und Kuhnhof.
  - (Zufluss), von rechts und Westnordwesten zuletzt verdolt auf etwa 338 m ü. NHN am Nordrand von Vogelhof, ca. 0,5 km und ca. 0,2 km². Entsteht auf etwa 369 m ü. NHN am bewaldeten Spornhang der Ebene.
  - (Zufluss), von links und Osten auf etwa 336 m ü. NHN am Nordrand von Vogelhof, ca. 1,0 km und ca. 0,4 km². Entsteht auf etwa 379 m ü. NHN in einer gleich westlich von Kuhnhof beginnenden Waldmulde.
- Ochsenpriel, rechter Nebenstrang-Oberlauf, ca. 1,4 km auf dem Namenslauf und ca. 4,0 km mit dem längeren Oberlauf Nüschwiesengraben sowie 6,4 km². Fließt auf 341 m ü. NHN[BA 6] zwischen Günthersbühl und Rudolfshof im Wald aus seinen Quellbächen zusammen.
  - Nüschwiesengraben, linker Hauptstrang-Oberlauf des Ochsenpriel aus dem Nordwesten, ca. 2,6 km und ca. 2,6 km². Entsteht auf etwa 399 m ü. NHN etwas nordöstlich von Hub am Ostabhang des Ochsenkopfes (440 m ü. NHN[BA 2]).
  - Steinberggraben, rechter Nebenstrang-Oberlauf des Ochsenpriel aus dem Westen, ca. 1,2 km und ca. 1,2 km². Entsteht auf etwa 352 m ü. NHN nordöstlich des Hinteren Steinbergs (405 m ü. NHN[BA 2]) im Günthersbühler Forst.
  - Grenzgraben, von rechts und Westsüdwesten auf etwa 333 m ü. NHN wenig nördlich von Rudolfshof neben der LAU 14, ca. 2,4 km und ca. 1,2 km². Entsteht auf etwa 380 m ü. NHN am Südosthang des Hinteren Steinbergs und ist fast bis zuletzt Gemeindegrenze zwischen dem Günthersbühler und dem Rückersdorfer Forst.
  - (Zufluss), von links und Ostnordosten auf etwa 329 m ü. NHN an der Brücke der Brunnengasse von Rudolfshof gegenüber, ca. 0,7 km und ca. 0,7 km². Entsteht auf etwa 345 m ü. NHN in einer Waldmulde den Südrand der Kunigundensiedlung von Lauf entlang. Im Aufwärtigen Mündungswinkel steht ein Wasserwerk.
  - (Bach entlang dem Philosophenweg), von links und Nordosten auf etwa 325 m ü. NHN kurz vor dem nächsten nahe der Bitterbachquerung der Eschenauer Straße (St 2240) in Lauf, ca. 0,7 km und ca. 0,6 km². Entfließt einem Teich auf etwa 344 m ü. NHN neben der Hardtstraße.
- Brunnwieselgraben, von rechts und Westsüdwesten auf etwa 322 m ü. NHN am Einlauf ins Laufer Freibad, ca. 2,0 km und ca. 2,8 km². Entsteht auf etwa 368 m ü. NHN im Rückersdorfer Forst am Sattel zwischen Schmalzberg (406 m ü. NHN[BA 2]) und Buchberg (400 m ü. NHN[BA 2]) und fließt am Mittellauf durch eine Schlucht.
  - Kreuzgraben, von links und Westen auf etwa 325 m ü. NHN am Nordrand des Laufer Sportgeländes westlich des Freibades, ca. 2,7 km und ca. 1,9 km². Entspringt auf etwa 383 m ü. NHN dem Unteren Schnackenbrunnen am Nordabfall des Buchbergs und hat Zulauf vom Buchenbrunnen an dessen Ostspitze. Ist der bedeutendere Oberlauf des Brunnwieselgrabens.
- Durchfließt auf etwa 319 m ü. NHN einen länglichen Stauweiher neben dem Laufer Freibad, etwa 1,2 ha.

Mündung des Bitterbachs von rechts und zuletzt Nordosten auf etwa 314 m ü. NHN nahe der Auffahrt der Nürnberger Straße von Lauf auf die B 14 in die untere Pegnitz. Der Bach ist hier auf dem Namenslauf ab dem Zusammenfluss seiner Quellbäche etwa 3,2 km lang, ab der Quelle des Hauptstrang-Oberlaufs Teufelsgraben 6,9 km lang und hat ein Einzugsgebiet von 18,7 km².

### Flusssystem Pegnitz
- Fließgewässer im Flusssystem Pegnitz

### Ortschaften
Jeweils am Lauf mit ihren Zugehörigkeiten. Nur die Namen tiefster Schachtelungsstufe bezeichnen Siedlungsanrainer.
am Teufelsgraben:
- Stadt Lauf an der Pegnitz
  - Veldershof (Weiler, rechts des Teufelsgrabens)
  - Seiboldshof (Einöde, rechts des Teufelsgrabens)
  - Vogelhof (Dorf)

am Oberlauf Nüschwiesengraben des Ochsenpriels:
- Stadt Lauf an der Pegnitz
  - Nuschelberg (Dorf, links auf der Hangschulter)
  - Günthersbühl (Dorf, rechts in etwas Abstand auf der Hangschulter)

am Namenslauf des Bitterbachs:
- Stadt Lauf an der Pregnitz
  - Rudolfshof (Dorf, rechts)
  - Lauf an der Pegnitz (Hauptort, anfangs nur links)
  - Kotzenhof (Dorf, rechts)
- Gemeinde Rückersdorf
  - Rückersdorf (Pfarrdorf, in Abstand rechts)

## Geologie
Die oberen Quellen des Bachsystems liegen noch im Schwarzen Jura, der die unteren Teile des Einzugsgebietes ähnlich einer zerbrochenen Zange umschließt, mit als vollständiger linker Backe einer sich bis zum Geländeabsatz bei Kuhnhof durchgehend nach Süden ziehenden Schwarzjura-Hochfläche, während diese an der rechten Seite bei Günthersbühl aussetzt und dann sich in der größeren Schichtinsel zwischen Hinterem Steinberg und Buchberg sowie der kleinen des Schmalzbergs fast bis zur Mündung fortsetzt. Vor dem Zangengelenk hat die Insel Ebene bei Nuschelberg zwischen den zwei großen Oberläufen ebenfalls eine Schwarzjuradecke.
In der Zange liegt ohne Übergangsstreifen vom Jura her im Oberen Keuper der Feuerletten (Trossingen-Formation). Erst weit abwärts im Einzugsgebiet streicht ein Streifen Burgsandsteins (Löwenstein-Formation) des oberen Mittelkeupers auf den begleitenden Hügeln aus, dessen Felsformationen im Bachtal selbst schon deutlich oberhalb angeschnitten sind. Der Bach mündet dann im Auensediment der Pegnitz.

## Bitterbachschlucht
Die Bitterbachschlucht ist eine durch den Bitterbach in den Burgsandstein geschnittene Klamm in einem schmalen Waldstück im Nordwesten des Stadtgebiets von Lauf, sie beginnt am Brunnenweg im Laufer Gemeindeteil Rudolfshof, folgt dem Verlauf des Bitterbachs Richtung Süd-Südosten und endet an der Straße Am Bitterbach im Gemeindeteil Kotzenhof. In der Bitterbachschlucht sind reizvolle Burgsandsteinaufschlüsse und Einschnitte, steile, zum Teil unterspülte Schluchtwände, prächtige mit Moosen und Farnen überwucherte Felsen, tiefe Spalten und Löcher sowie kleine Wasserfälle zu sehen.
Der malerische Einschnitt wurde Anfang der 50er Jahre der Öffentlichkeit zugänglich gemacht. Der markierte Weg entlang des Baches ist Teil des geoökologischen Naturlehrpfades Bitterbachschlucht. An 27 Standorten informieren Tafeln am Rande des Weges über die Bedeutung des Waldes für den Menschen, die Beziehungen innerhalb der Lebensgemeinschaft Wald, über die Entstehung der Bitterbachschlucht und die Bedrohung des natürlichen Gleichgewichts. Außerdem werden Lebensgemeinschaften von heimischen Pflanzen und Tieren am Bach, am Weiher, im Bruchwald und ein noch erhaltener Hutanger vorgestellt.

### BayernAtlas („BA“)
Amtliche Online-Gewässerkarte mit passendem Ausschnitt und den hier benutzten Layern: Lauf und Einzugsgebiet des Bitterbachs

Allgemeiner Einstieg ohne Voreinstellungen und Layer: BayernAtlas der Bayerischen Staatsregierung (Hinweise)
1. 1 2 3  Höhe abgefragt auf dem Hintergrundlayer Amtliche Karte (Rechtsklick).
2. 1 2 3 4 5 6 7  Höhe nach schwarzer Beschriftung auf dem Hintergrundlayer Amtliche Karte.
3. 1 2  Länge abgemessen auf dem Hintergrundlayer Amtliche Karte.
4. ↑  Seefläche abgemessen auf dem Hintergrundlayer Amtliche Karte.
5. ↑  Einzugsgebiet abgemessen auf dem Hintergrundlayer Amtliche Karte.
6. ↑  Höhe nach blauer Beschriftung auf dem Hintergrundlayer Amtliche Karte.
7. ↑  Geologie (stark generalisiert) nach dem Layer Geologischen Karte 1:500.000.
8. ↑  Lage der Bitterbachschlucht im Bayern Atlas (Abgerufen am 7. Juli 2015)

### Gewässerverzeichnis Bayern („GV“)
1. 1 2 3  Länge nach: Verzeichnis der Bach- und Flussgebiete in Bayern – Flussgebiet Main, Seite 52 des Bayerischen Landesamtes für Umwelt, Stand 2016 (PDF; 3,3 MB) (Seitenzahl kann sich ändern.)
2. ↑  Einzugsgebiet nach: Verzeichnis der Bach- und Flussgebiete in Bayern – Flussgebiet Main, Seite 52 des Bayerischen Landesamtes für Umwelt, Stand 2016 (PDF; 3,3 MB) (Seitenzahl kann sich ändern.)

### Sonstige
1. ↑  Geoökologischer Naturlehrpfad Bitterbachschlucht auf www.lauf.de (Abgerufen am 7. Juli 2015)